# Fichtenhöhe
Die Gemeinde Fichtenhöhe liegt im Landkreis Märkisch-Oderland (Brandenburg). Sie wird vom Amt Seelow-Land verwaltet.

## Gemeindegliederung
Zur Gemeinde Fichtenhöhe gehören die Ortsteile Alt Mahlisch, Carzig und Niederjesar.

## Geschichte
Alt Mahlisch, Carzig und Niederjesar gehörten seit 1817 zum Kreis Lebus und ab 1952 zum Kreis Seelow im DDR-Bezirk Frankfurt (Oder). Seit 1993 liegen die Orte im brandenburgischen Landkreis Märkisch-Oderland.
Die Gemeinde entstand am 26. Oktober 2003 aus dem freiwilligen Zusammenschluss der bis dahin selbstständigen Gemeinden Alt Mahlisch, Carzig und Niederjesar.

## Bevölkerungsentwicklung
| Jahr | Alt Mahlisch | Carzig | Niederjesar |      | Jahr | Fichtenhöhe |
| ---- | ------------ | ------ | ----------- | ---- | ---- | ----------- |
| 1875 | 206          | 160    | 299         | 2003 | 578  |             |
| 1910 | 222          | 120    | 234         | 2005 | 585  |             |
| 1939 | 243          | 130    | 354         | 2010 | 541  |             |
| 1946 | 285          | 134    | 349         | 2015 | 506  |             |
| 1950 | 318          | 144    | 393         | 2020 | 476  |             |
| 1971 | 283          | 090    | 347         | 2021 | 473  |             |
| 1990 | 188          | 059    | 277         | 2022 | 470  |             |
| 1995 | 184          | 067    | 267         | 2023 | 470  |             |
| 2000 | 209          | 077    | 292         | 2024 | 465  |             |
| 2002 | 213          | 083    | 278         |      |      |             |

 Gebietsstand des jeweiligen Jahres, Einwohnerzahl: Stand 31. Dezember, ab 2011 auf Basis des Zensus 2011, ab 2022 auf Basis des Zensus 2022

## Politik

### Gemeindevertretung
Die Gemeindevertretung von Fichtenhöhe besteht aus acht Gemeindevertretern und dem ehrenamtlichen Bürgermeister. Die Kommunalwahl am 26. Mai 2019 führte zu folgendem Ergebnis:
| Wählergruppe                | Stimmenanteil | Sitze |
| --------------------------- | ------------- | ----- |
| Sport/Feuerwehr Fichtenhöhe | 52,3 %        | 5     |
| Wählergruppe Niederjesar    | 47,7 %        | 3     |

### Bürgermeister
- 2003–2008: Horst Rozanowske[8]

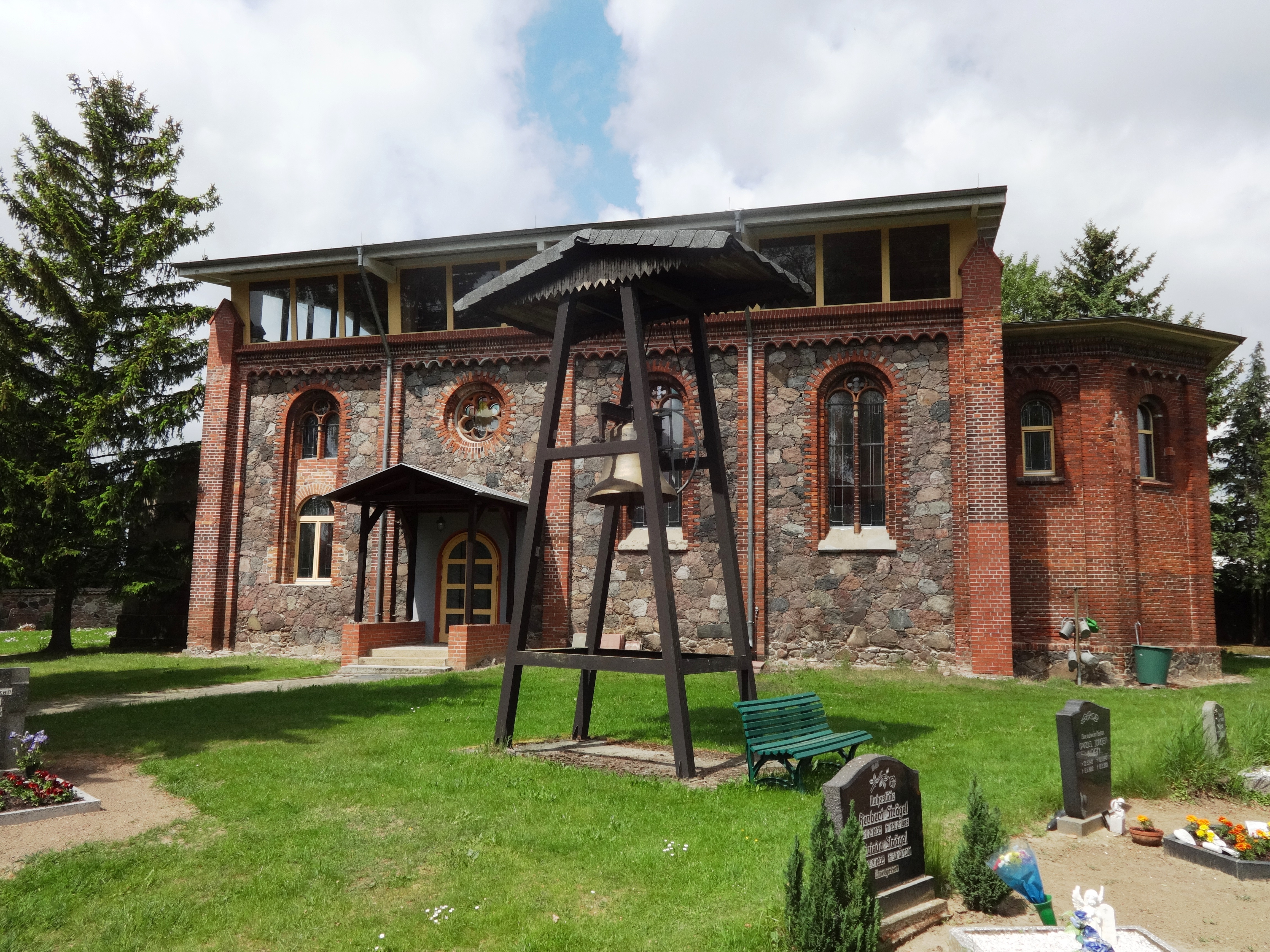
Dorfkirche Niederjesar

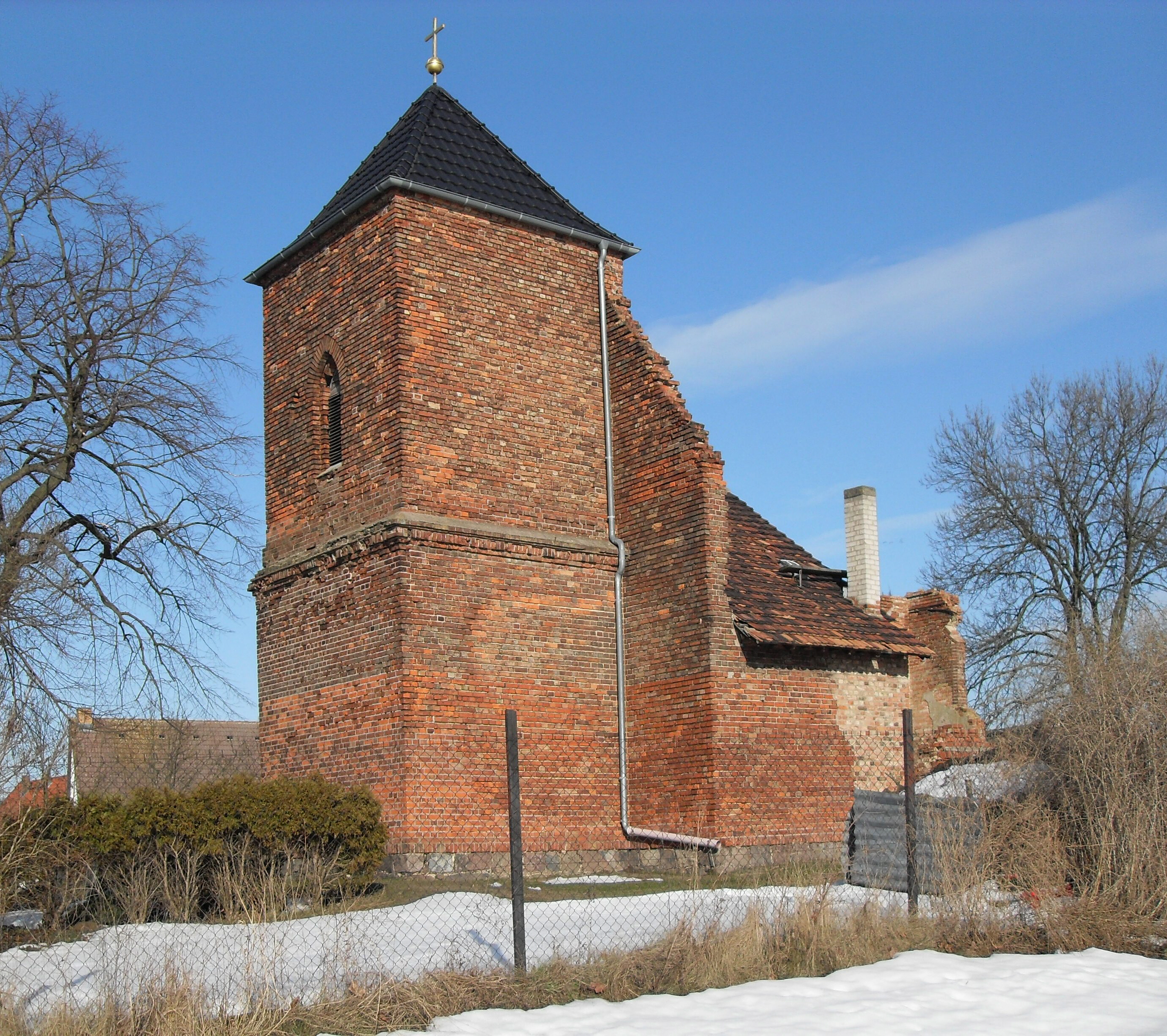
Kirche Carzig

- seit 2008: Jörg Henschke (Wählergruppe Niederjesar)[9][10]

Henschke wurde in der Bürgermeisterwahl am 9. Juni 2024 ohne Gegenkandidat mit 83,6 % der gültigen Stimmen für eine weitere Amtszeit von fünf Jahren zum ehrenamtlichen Bürgermeister wiedergewählt.

## Sehenswürdigkeiten
In der Liste der Baudenkmale in Fichtenhöhe stehen die eingetragenen Baudenkmale der Gemeinde.
Die Dorfkirche Niederjesar ist eine neuromanische Saalkirche aus dem Jahr 1859. Der Entwurf des Sakralbaus geht auf Friedrich August Stüler zurück. Er errichtete die Kirche auf dem Fundament eines mittelalterlichen Vorgängerbaus. Der ursprünglich 36 Meter hohe Westturm wurde im Zweiten Weltkrieg von deutschen Soldaten der Wehrmacht gesprengt, um den vorrückenden Truppen der Roten Armee die Orientierung zu erschweren. In den folgenden Jahrzehnten verfiel das Bauwerk, bis es Mitte der 1990er Jahre gesichert und instand gesetzt wurde. Seit 2002 dient es als kommunales und kirchliches Zentrum der Gemeinde.

## Verkehr
Durch die Gemeinde verläuft die Bundesstraße 167 von Bad Freienwalde nach Frankfurt (Oder).